# Hyundai Capital
Hyundai Capital é uma companhia financeira sul-coreana, subsidiaria do grupo Hyundai.

## História
Foi estabelecida em 1993, em Seul.